# Бракмон, Мари
Мари́ Бракмо́н (фр. Marie Bracquemond, урожд. Киворо́н-Паскью́, фр. Quivoron-Pasquiou; 1 декабря 1840, Аржантан — 17 января 1916, Севр) — французский живописец и график, супруга Феликса Бракмона, одна из четырех «великих дам» импрессионизма.
За свою жизнь Бракмон создала не менее 157 работ, из которых только 31 удалось обнаружить и каталогизировать в существующих коллекциях, остальные исчезли в различных частных коллекциях без записи. Ее единственные две персональные выставки состоялись уже после ее смерти. Среди наиболее известных работ — «Женщина в белом» (1880), «На террасе в Севре» (1880), «Дневной чай» (1880) и «Под лампой» (1887).

## Биография
Родилась 1 декабря 1840 года в Аржантане. Отец Мари, морской капитан, умер вскоре после рождения дочери. Мать вступила в новый брак, семья была вынуждена переезжать с места на место, и, когда Мари была уже подростком, поселилась в Этампе недалеко от Парижа. Мари училась живописи у Огюста Вассора, «старого художника, который реставрировал картины». В 1857 году на работы Мари обратили внимание, она была представлена Энгру, который помогал ей и чей стиль она переняла. Критик Филипп Бюрти называл Мари в числе «самых интеллектуальных учеников студии Энгра». Мари получила заказ на картину от императрицы Евгении. Вероятно, работа художницы понравилась, так как генеральный директор французских музеев граф де Ньевенкерк поручил ей сделать копии с картин, хранящихся в Лувре. Там она познакомилась с художником и графиком Феликсом Бракмоном, который работал в Лиможе в качестве художника по фарфору и графика. Они сочетались браком в августе 1869 года. В 1870 году Мари родила сына Пьера. Из-за голода и отсутствия медицинского обслуживания во время войны и Парижской коммуны здоровье Мари после родов ухудшилось.
Мари помогала мужу, который был руководителем студии Haviland в Отёе, в его работе и создавала эскизы для фарфора, керамики и стенных декораций. Она рисовала пейзажи и натюрморты и давала уроки рисования в школе.
Одна из её работ, представленных в 1874 году на Парижском салоне, обратила на себя внимание Дега, который познакомил художницу с Ренуаром и Моне. Их творчество произвело на Мари Бракмон неизгладимое впечатление. Гоген уговорил её в 1880 году отказаться от привычного ей стиля и писать в новой манере. С тех пор она неоднократно участвовала в выставках импрессионистов.
Между тем супружеская пара переехала в Севр. Феликс Бракмон относился к занятиям жены живописью с неодобрением, не принимая принципов импрессионизма, ревновал её к успеху. По словам их сына, измученная его критикой, она в 1890 году оставила занятия живописью. Гюстав Жеффре в 1894 году назвал Мари Бракмон, Берту Моризо и Мэри Кассат «гранд-дамами импрессионизма». На ретроспективной выставке Мари Бракмон в 1919 году в парижской галерее «Бернхайм-Жюн» демонстрировалось около 90 работ, преимущественно эскизов, а также 34 акварели и 9 гравюр.

## Смерть
Она умерла в Париже 17 января 1916 года. 23 января художественный критик Арсен Александр отдал дань ее памяти в газете «Le Figaro». В статье Александр писал, что Бракмон «была одной из тех художниц, которых игнорируют и которых грядущие времена поразят как редким талантом, так и добровольной тенью, которой этот талант окутывал себя», и описывал Бракмон как «изысканного живописца».

## Галерея

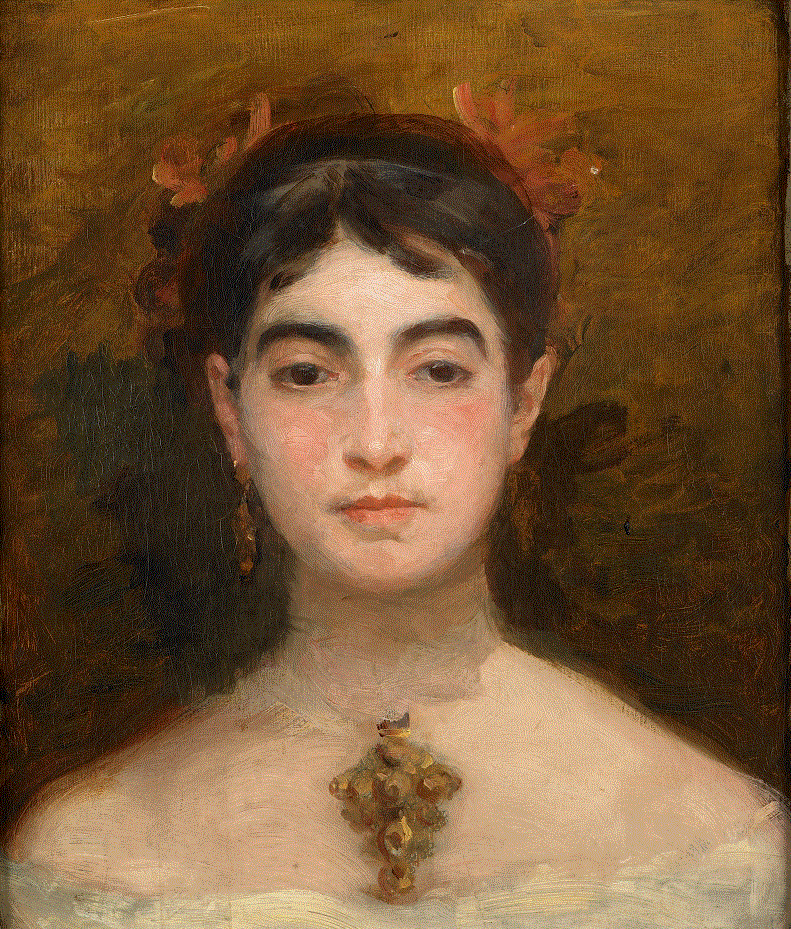
Автопортрет (1870), Музей изящных искусств, Руан
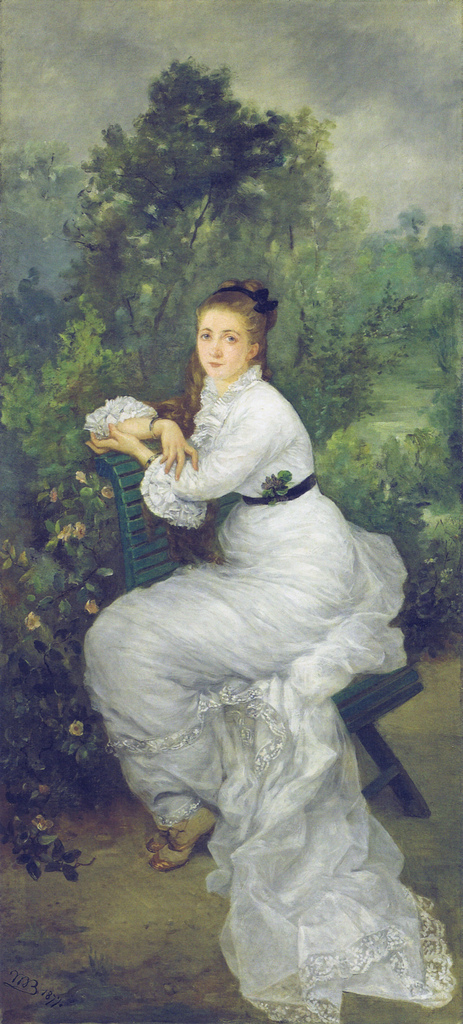
Женщина в саду (1877), частная коллекция
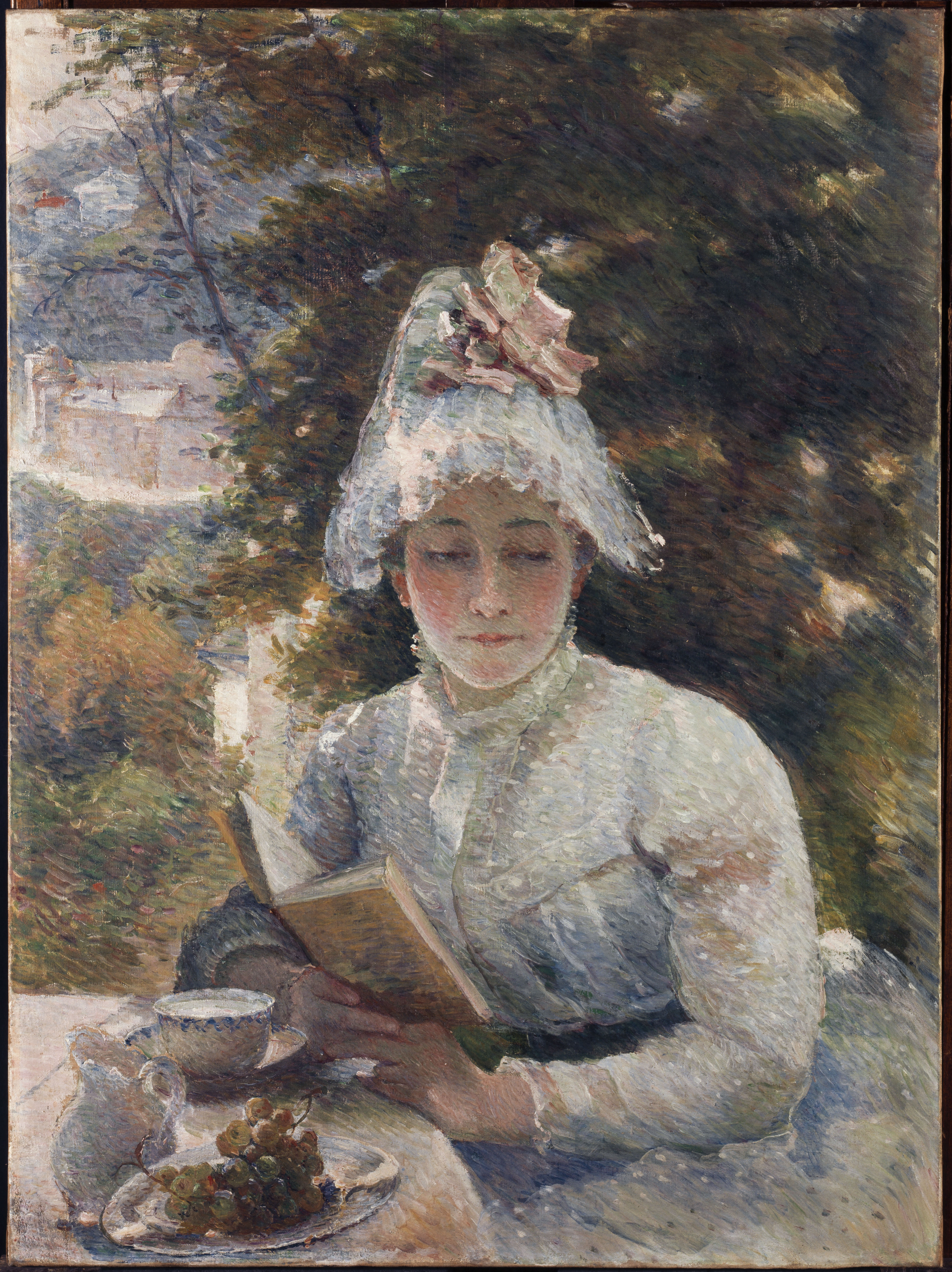
Дневной чай (1880), Малый дворец, Париж
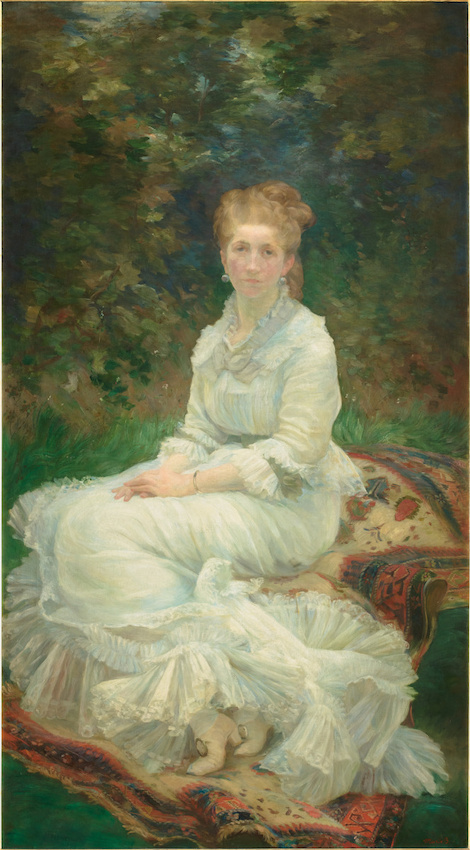
Женщина в белом (1880), Музей Орсе, Париж
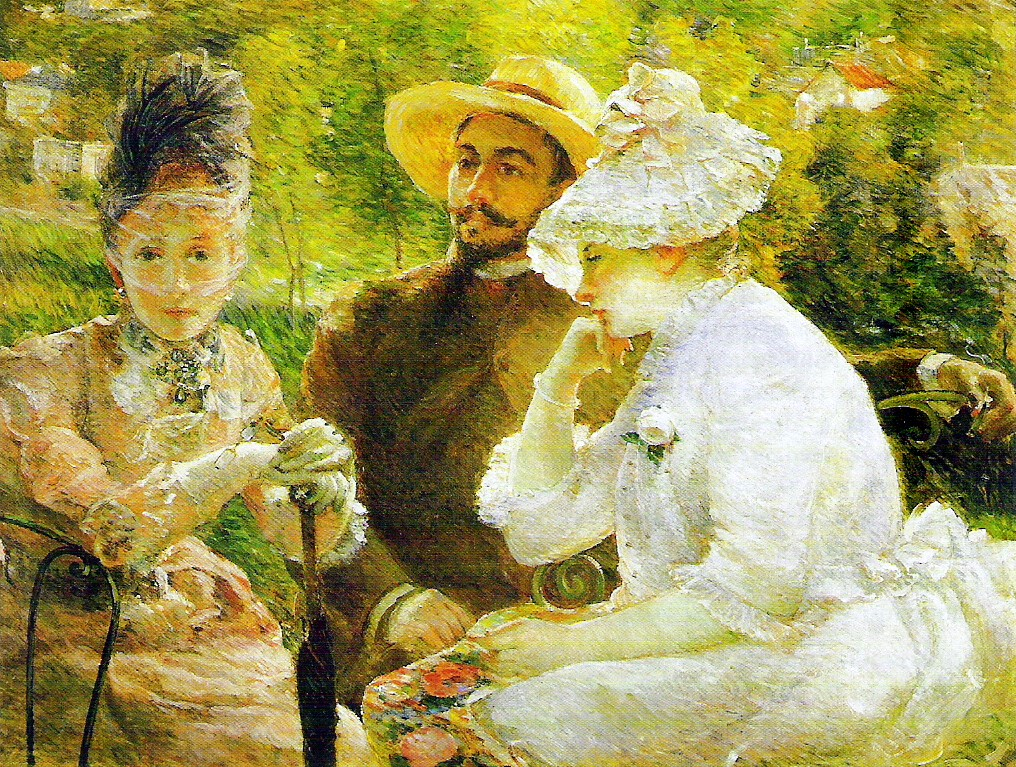
На террасе в Севре (1880), Музей Малого дворца, Женева
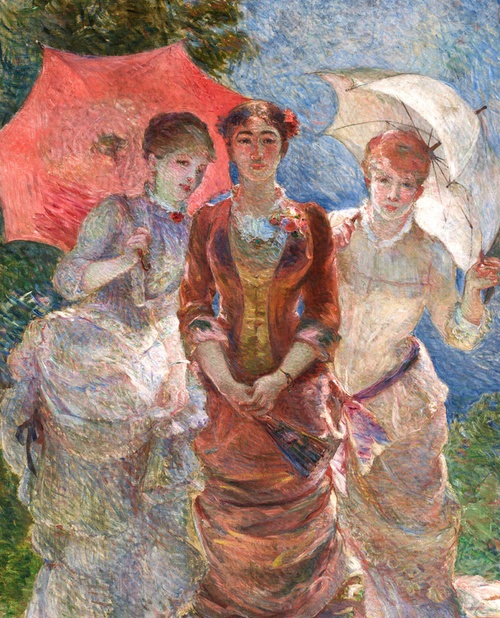
Три женщины с зонтиками (1880), Музей Орсе, Париж
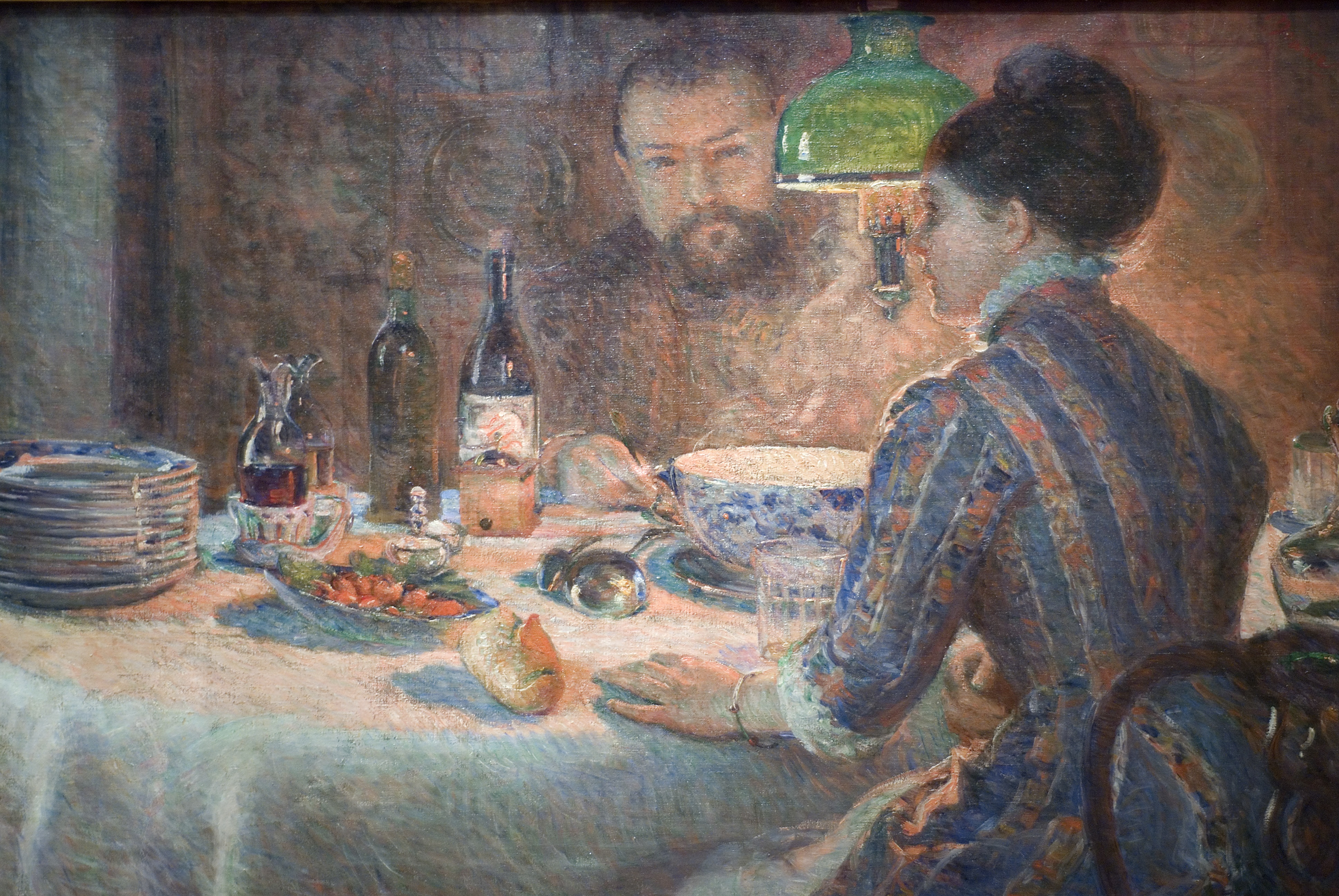
Под лампой (1887), частная коллекция